# Барчо, Аскер Исмаилович
Аскер Исмаилович Барчо (род. 14 июня 1946, аул Старо-Бжегокай Теучежского района Краснодарского края) — заслуженный тренер России, бессменный массажист баскетбольного клуба ЦСКА c 1976.

## Биография
В 1974 году окончил Смоленский государственный институт физкультуры. С 1966 выступал за команду ЦСКА по легкой атлетике. С 1976 — тренер-массажист баскетбольной команды ЦСКА, молодёжной и первой сборных СССР по баскетболу. Считается живым символом баскетбольного ЦСКА, в котором работает до сих пор.

## Титулы
Как спортсмен: неоднократный чемпион Вооруженных сил (1965—1975), чемпион СССР в эстафете 4/100 (1969), победитель Кубка СССР (1969—1971).
Как тренер-массажист: бронзовый призёр Олимпийских игр (1980); чемпион Европы среди молодёжных команд (1980), чемпион Евролиги ULEB (2006, 2008), серебряный призёр Евролиги (2007), 10-кратный чемпион СССР (1976—1978, 1980—1984, 1988, 1990), победитель седьмой Спартакиады народов СССР (1979), 18-кратный чемпион России (1992—2000, 2003—2011), четырёхкратный обладатель Кубка России (2005—2007, 2010).

## Награды
- Медаль «Слава Адыгеи» (2 февраля 2016) — за особые заслуги перед Республикой Адыгея и многолетний труд
- Заслуженный тренер России
- Медаль ордена «За заслуги перед Отечеством» II степени
- Медаль «За безупречную службу»
- Медаль «За отличие в воинской службе» II степени
- Медаль «За укрепление боевого содружества»
- Отличник физической культуры и спорта